# 2722 Abalakin
2722 Abalakin è un asteroide della fascia principale. Scoperto nel 1976, presenta un'orbita caratterizzata da un semiasse maggiore pari a 3,1996169 UA e da un'eccentricità di 0,1492197, inclinata di 1,67183° rispetto all'eclittica.